# Weserdeicher Sände

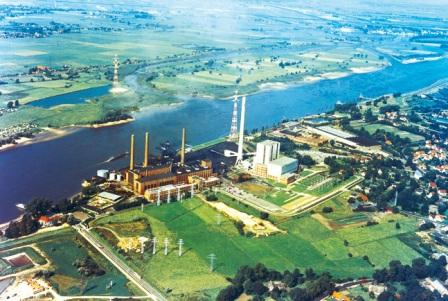
Blick über das Kraftwerk Farge auf die Weserdeicher Sände 1970. Rechts neben dem linken (hinteren) Hochspannungsmast der Weserarm Rekumer Loch

Weserdeicher Sände ist eine westlich des Hauptstroms gelegene Flussinsel der Unterweser. Während die stromaufwärts gelegene Juliusplate und der stromabwärts gelegene Elsflether Sand in den linksseitigen Weserdeich einbezogen wurden und daher keine Inseln mehr sind, wurde der Inselcharakter der Weserdeicher Sände aus Gründen des Naturschutzes bewahrt.

## Geographie
Wie der grammatische Plural andeutet, ist die 2,3 km lange und etwa 600 m breite Insel aus mehreren Teilen entstanden, dem Tegelsand im Süden, dem Ruschsand in der Mitte und dem zeitweise als Spülfläche genutzten Rönnebecker Sand im Norden.
Abgegrenzt wird die Insel durch den Hauptstrom der Weser von Bremen-Nord mit Farge und Rekum, durch das Woltjenloch von der Juliusplate, durch die parallel zum Hauptstrom verlaufende Westergate vom Land Stedingen auf dem linken Weserufer und durch das Rekumer Loch vom Elsflether Sand. Im Inneren der Insel gibt es als Teil eines früheren Weserarms das Kleine Loch, bestehend aus einem kleinen See und einem Entwässerungskanal. Da die Unterweser Tidenbereich ist, fallen die kleineren Weserarme bei Ebbe teilweise trocken, werden aber bei Flut regelmäßig durchflossen.
Große Teile der Insel sind von Sommerdeichen umschlossen und werden landwirtschaftlich genutzt. An den Rändern der Viehweiden und Mahdwiesen gibt es etwas Buschwerk. Zwei Pumpwerke entwässern die bewirtschafteten Bereiche in die Westergate. Im nördlichen Teil, der als Spülfläche auf Sommerdeichniveau erhöht worden war, wurde als Kompensationsmaßnahme für die Vertiefung der Unterweser eine mit der Westergate verbundene tidenabhängige Flachwasserzone geschaffen.
Eine ähnliche Flachwasserzone wurde für den Süden der Insel geplant.
Einziger Landzugang zu den Weserdeicher Sänden ist eine Furt im Südwesten, am Übergang des Woltjenlochs in die Westergate.

## Verwaltung
Politisch gehört der überwiegende Teil der Insel zur Gemeinde Berne im niedersächsischen Landkreis Wesermarsch. Ein rund 50 bis 100 Meter breiter Uferstreifen am Hauptstrom gehört jedoch zu Bremen, Stadtteil Blumenthal (überwiegend Ortsteil Rekum, südlichster Teil Ortsteil Farge).

## Belege
1. ↑  Kompensationsmaßnahme Rönnebecker Sand (PDF; 632 kB)
2. ↑  Umweltgutachten zu geplantem Kleieabbau im Ruschsand, 2005
3. ↑  Gunars Reichenbachs: Niedersachsens kurioseste Grenze verläuft in der Wesermarsch. Nordwest-Zeitung, 16. Oktober 2017, abgerufen am 2. April 2018.